# アイダホジリス
アイダホジリス（Spermophilus brunneus）は、ネズミ目（齧歯目）リス科に分類されるジリスの一種。2亜種があり、ともにアメリカ合衆国アイダホ州に分布する。

## 分布
アメリカ合衆国アイダホ州

## 形態
体重120-290グラム、体長209-258ミリメートル、尾長39-65ミリメートル、平均233ミリメートル。性的二形であり、一般的にオスはメスよりも体が2.5パーセント大きい。背中は灰褐色で、斑点がある。腹部は灰褐色から黄色がかっている。

## 生態

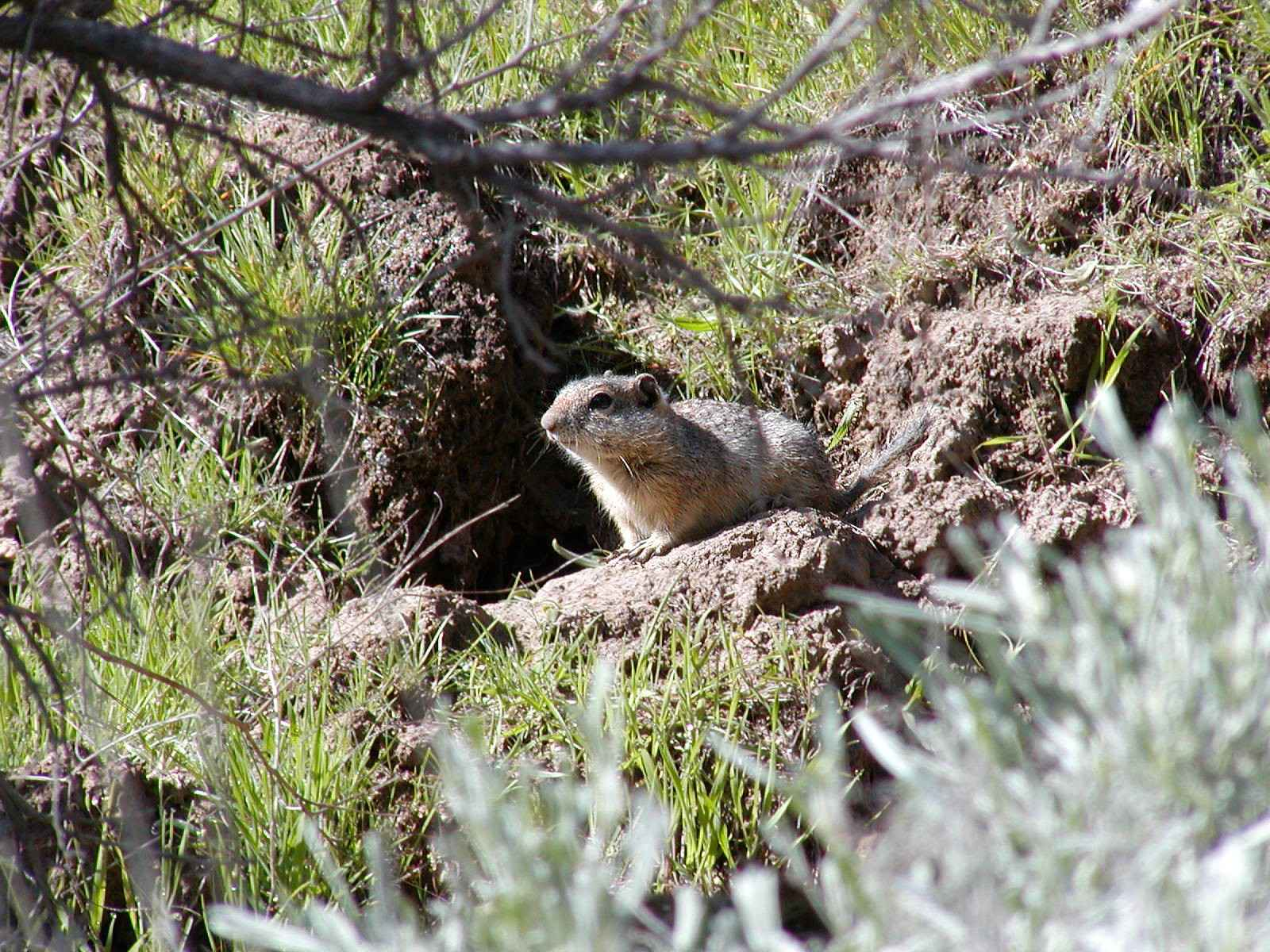
巣穴の近くにいるアイダホジリス

ポンデローサマツやダグラスモミの森に囲まれた、山間部の草丈の低い草原に生息する。
北部の亜種 S. brunneus brunneus (Northern Idaho ground squirrel) は、バレー郡とアダムズ郡の標高1150–1550メートルの岩の多い土壌にみられる。
南部の亜種 S. brunneus endemicus (Southern Idaho ground squirrel) は、 ジェム郡、 ワシントン郡、ペイエット郡の標高670-975メートルの起伏している丘や谷、盆地、平地にみられる。
地下に巣穴を掘る。巣穴は浅く岩の多い土壌にあり、広範囲に渡る。入り口は、岩や丸太の下に作られることが多い。
食餌は、植物、種子。
約7か月間、冬眠する。南部の亜種は1月末から2月初めに冬眠から目覚め、6月末ー7月初めに地上での活動を止める。北部の亜種は、3月末-4月初めから、7月末-8月初め頃まで地上で活動する。年間の活動期間は、春の融雪と夏の植物の乾燥によって制限されている。
繁殖は、春に冬眠から目覚めてすぐ行われる。オスは他のオスからメスを守り（配偶者防衛）、交尾後、メスは自分の巣穴からオスを締め出す。妊娠期間は約3週間。一度の出産で2-10頭を生む（平均6-7頭）。3週間で離乳する。
捕食者は、アメリカアナグマやソウゲンハヤブサなど。
個体数の少なさや制限された生息地のため、銃殺や毒殺はアイダホジリスを脅かし続けており、長期的な個体数は不安定である。

## 保全状況評価
国際自然保護連合（IUCN）のレッドリストにおいて絶滅危惧種に指定されている。
発生地域は5,000平方キロメートル以下、生息範囲はひどく断片化しており、生息地の広さと質の減退が進行している。生息地の数と同様に、個体数も減少傾向にある。成体の総個体数は少なくとも数千頭と考えられる。
北部の亜種にとっての主な脅威は、草原の喪失と断片化である。毒殺や、草丈の高い外来種に在来植物が取って代わられてしまうことも大きな悪影響を与える。その他の脅威として、家畜の放牧、巣穴を破壊するオフロード向け車両の使用、コロンビアジリスとの競争（より冬眠に適した深い土壌からアイダホジリスを締め出す）、レクリエーションとしての狩猟などがある。
南部の亜種の減退の原因は、低木ステップの農地への転換、毒殺、外来種の牧草の侵入、および低木の喪失による草原の退化などがあげられる。草木の種の構成が変化し、ジリスの日常の食物の質と確実性は低下している。狩猟や毒殺は歴史的にありふれたものだったが、この脅威は近年の取り締まりの変化と教育上の努力によって減少するとみられる。